# Paris-Nice de 1995
A Paris-Nice de 1995, foi a edição número 53 da carreira, que esteve composta de oito etapas e um prólogo disputados do 5 ao 12 março de 1995. Os ciclistas completaram um percurso de 1.179 km com saída em Fontenay-sous-Bois e chegada a Col d'Èze, na França. A carreira foi vencida pelo francês Laurent Jalabert, que foi acompanhado no pódio pelo russo Vladislav Bobrik e o suíço Alex Zülle. Esta era a primeira vitória de Jalabert nesta prova das três que conseguiria de forma consecutiva.

## Resultados das etapas
| Etapa                 | Data        | Percurso                       | km       | Ganhador                        | Líder             |
| --------------------- | ----------- | ------------------------------ | -------- | ------------------------------- | ----------------- |
| 1.ª etapa             | 5 de março  | Fontenay-sous-Bois-Orléans     | 161.3 km | Wilfried Nelissen               | Wilfried Nelissen |
| 2.ª etapa             | 6 de março  | Saint-Amand-Montrond-Roanne    | 187 km   | Laurent Jalabert                | Laurent Jalabert  |
| 3.ª etapa             | 7 de março  | Roanne-Clermont-Ferrand        | 168 km   | Wilfried Nelissen               | Laurent Jalabert  |
| 4.ª etapa             | 8 de março  | Clermont-Ferrand-Chalvignac    | 163 km   | Etapa suspendida por mau tempo. | Laurent Jalabert  |
| 5.ª etapa             | 9 de março  | Murat-Saint-Étienne            | 176 km   | Lance Armstrong                 | Laurent Jalabert  |
| 6.ª etapa             | 10 de março | Avinhão-Marselha               | 178 km   | Marco Saligari                  | Laurent Jalabert  |
| 7.ª etapa             | 11 de março | Brignoles-Mandelieu-la-Napoule | 200 km   | Pascal Richard                  | Laurent Jalabert  |
| 8.ª etapa, 1.º sector | 12 de março | Mandelieu-la-Napoule-Nice      | 91.4 km  | Fabio Baldato                   | Laurent Jalabert  |
| 8.ª etapa, 2.º sector | 12 de março | Nice-Col d'Èze (CRI)           | 12.5 km  | Vladislav Bobrik                | Laurent Jalabert  |

## Etapas

### 1.ª etapa
5-03-1995. Fontenay-sous-Bois-Orléans, 161.3 km.
|   | Ciclista          | Equipa              | Tempo      |
| - | ----------------- | ------------------- | ---------- |
| 1 | Wilfried Nelissen | Lotto-Isoglass      | 4h 18' 56" |
| 2 | Laurent Jalabert  | ONZE                | m. t.      |
| 3 | Silvio Martinello | Mercatone Uno-Saeco | m. t.      |

### 2.ª etapa
6-03-1995. Saint-Amand-Montrond-Roanne 187 km.
Jalabert escapa com Bobrik a 44 km de meta. O russo não aguenta o ritmo do francês. Ao final Jalabert leva-se a etapa em solitário e sentencia a geral ainda que a carreira encontrasse-se no segunda dia de prova.
|   | Ciclista         | Equipa         | Tempo      |
| - | ---------------- | -------------- | ---------- |
| 1 | Laurent Jalabert | ONZE           | 4h 35' 42" |
| 2 | Andrei Tchmil    | Lotto-Isoglass | + 1' 20"   |
| 3 | Stéphane Heulot  | Banesto        | m. t.      |

### 3.ª etapa
7-03-1995. Roanne-Clermont-Ferrand 168 km.
|   | Ciclista            | Equipa              | Tempo      |
| - | ------------------- | ------------------- | ---------- |
| 1 | Wilfried Nelissen   | Lotto-Isoglass      | 4h 22' 07" |
| 2 | Gian-Matteo Fagnini | Mercatone Uno-Saeco | m. t.      |
| 3 | Frédéric Moncassin  | Novell              | m. t.      |

### 4.ª etapa
8-03-1995. Clermont-Ferrand-Chalvignac, 163 km.
Etapa suspendida pelo mau tempo. Durante as duas primeiras horas o piloto avançou sofrendo um grande frio. No km. 52 os corredores pararam-se pela primeira vez e no km. 63 por segunda vez subindo-se, ademais, aos carros de equipa. Ao controle de estrada de montanha de Riom-ès-Montagnes (km. 100) começou a nevar de novo e finalmente decide-se entre os corredores, seus directores e o director de carreira Marc Madiot suspender definitivamente a etapa.

### 5.ª etapa
9-03-1995. Murat-Saint-Étienne, 176 km.
|   | Ciclista            | Equipa        | Tempo      |
| - | ------------------- | ------------- | ---------- |
| 1 | Lance Armstrong     | Motorola      | 4h 02' 20" |
| 2 | Thierry Bourguignon | Le Groupement | + 8"       |
| 3 | Eddy Bouwmans       | Novell        | + 51"      |

### 6.ª etapa
10-03-1995. Avinhão-Marselha, 178 km.
|   | Ciclista           | Equipa                  | Tempo      |
| - | ------------------ | ----------------------- | ---------- |
| 1 | Marco Saligari     | MG Maglificio-Technogym | 4h 51' 53" |
| 2 | Paolo Fornaciari   | Mercatone Uno-Saeco     | m. t.      |
| 3 | Francesco Frattini | Gewiss-Ballan           | + 7"       |

### 7.ª etapa
11-03-1995. Brignoles-Mandelieu-la-Napoule, 200 km.
|   | Ciclista         | Equipa                  | Tempo      |
| - | ---------------- | ----------------------- | ---------- |
| 1 | Pascal Richard   | MG Maglificio-Technogym | 5h 39' 43" |
| 2 | Laurent Jalabert | ONZE                    | + 34"      |
| 3 | Abraham Olano    | Mapei-GB                | m. t.      |

### 8.ª etapa, 1.º sector
12-03-1995. Mandelieu-la-Napoule-Niça, 91.4 km.
|   | Ciclista         | Equipa                  | Tempo      |
| - | ---------------- | ----------------------- | ---------- |
| 1 | Fabio Baldato    | MG Maglificio-Technogym | 2h 17' 10" |
| 2 | Andrei Tchmil    | Lotto-Isoglass          | m. t.      |
| 3 | Giovanni Fidanza | Polti-Granarolo-Santini | m. t.      |

### 8.ª etapa, 2.º sector
12-03-1995. Niça-Col d'Èze, 12.5 km. CRI
|   | Ciclista         | Equipa        | Tempo   |
| - | ---------------- | ------------- | ------- |
| 1 | Vladislav Bobrik | Gewiss-Ballan | 22' 32" |
| 2 | Laurent Jalabert | ONZE          | + 12"   |
| 3 | Alex Zülle       | ONZE          | + 16"   |

## Classificações finais

### Classificação geral
| Pos. | Ciclista           | Equipa              | Tempo       |
| ---- | ------------------ | ------------------- | ----------- |
|      | Laurent Jalabert   | ONZE                | 30h 32' 32" |
| 2    | Vladislav Bobrik   | Gewiss-Ballan       | + 1' 40"    |
| 3    | Alex Zülle         | ONZE                | + 1' 57"    |
| 4    | Abraham Olano      | Mapei-GB            | + 2' 30"    |
| 5    | Stéphane Heulot    | Banesto             | + 2' 38"    |
| 6    | Roberto Petito     | Mercatone Uno-Saeco | + 3' 03"    |
| 7    | Andrei Tchmil      | Lotto-Isoglass      | + 4' 01"    |
| 8    | Viatcheslav Ekimov | Novell              | + 4' 23"    |
| 9    | Yvon Ledanois      | Gan                 | + 4' 35"    |
| 10   | Serguei Outschakov | Telekom             | + 4' 50"    |